# Joaquim Gay de Montellà i Ferrer-Vidal
Joaquim Gay de Montellà i Ferrer-Vidal (Palma, 1950) és un empresari català, fou president de l'organització patronal Foment del Treball entre els anys 2011 i 2018.
Ha treballat en banca durant 20 anys i té empreses familiars en els sectors immobiliari, de restauració, hoteler, vitivinícola i agrícola.

## Família
Joaquim Gay de Montellà és rebesnet de Josep Ferrer i Vidal, president de Foment del Treball Nacional entre 1880 i 1882, i de Concepció Soler i Serra, així com d'Andreu Llauradó i Fàbregas. Alhora, és besnet de Joan Ferrer-Vidal i Soler i rebesnebot de Lluís Ferrer-Vidal i Soler, també president de Foment entre 1901 i 1905, i de Josep Ferrer-Vidal i Soler, I marquès de Ferrer-Vidal.
També és nebot valencià de José Agustín Goytisolo Gay, Luis Goytisolo Gay i Juan Goytisolo Gay, així com besnebot del jurista Rafael Gay de Montellà.
És familiar de l'exvicepresident del Tribunal Constitucional Eugeni Gay i Montalvo

## Biografia
Va néixer el 1950 a Palma, on incidentalment es trobaven els seus pares, Trino Gay de Montellà Casanovas i Elena Ferrer-Vidal Llorens, residents habitualment a Barcelona. Es llicencià en Dret per la Universitat de Barcelona (1974) i diplomat en Direcció General d'Empreses a l'IESE (1986).
Va ser durant 17 anys director per a Catalunya, País Valencià i Aragó de l'entitat holandesa ABN Amro, on col·laborà des de 1982 fins a 1999. L'any 1999 va incorporar-se a Acesa, predecessora de l'actual Abertis, on va arribar a ser adjunt al Conseller Delegat i director general d'Abertis Logística. Des del 2005 dirigeix el grup familiar empresarial Estram, amb negocis al sector de la restauració i el vi, essent president de les Bodegues Torre del Veguer des de 1995.
Gay de Montellà fou un dels vicepresidents de Foment del Treball durant la presidència de Joan Rosell. Rellevà a aquest en la presidència de l'entitat el 14 març de 2011, després que Rosell renunciés al càrrec per centrar-se en la patronal espanyola CEOE, on havia estat elegit president el desembre de 2010. Va formar part del Fòrum Pont Aeri on va defensar públicament una tercera via com a solució al procés independentista català.

## Premis i reconeixements
El 2012 va rebre la Clau de Barcelona en reconeixement de la seva tasca en el camp empresarial.